# Otusz
Otusz (niem. Ottenhaus, Otusch) – wieś w Polsce, położona w województwie wielkopolskim, w powiecie poznańskim, w gminie Buk.

## Integralne części wsi
| SIMC    | Nazwa    | Rodzaj    |
| ------- | -------- | --------- |
| 0581050 | Józefowo | część wsi |

## Historia
Miejscowość pierwotnie była związana z Wielkopolską. Istnieje co najmniej od drugiej połowy XIII wieku i ma średniowieczną metrykę. Po raz pierwszy odnotowane zostało w łacińskim dokumencie z 1284, według zachowanej kopii z 1521, "Othuze", 1284 "Otuze", 1387 "de Hotusze", 1389 "na Otuszu", 1391 "de Otusze", 1395 "de Otusza", 1396 "Otusze", 1398 "de Otussze, de Othusze, de Othusza". W 1399 odnotowano odmiejscowe nazwisko pochodzące od nazwy wsi "Ottulsky, Otulsky". W 1401 nazwa zapisana została "Otusche", 1402 "de Othuse", 1404 "de Othuska", 1411 "Otulę", 1418 "Otusz", 1419 "Otusch", 1424 "Othus", 1426 "Othusz", 1435 w dopełniaczu "Othuscha", 1440 "in Othuscha", 1443 "Ostusch", 1444 "Othusch", 1445 "de Othuschi", 1445 "Otthusch, Ottusch", 1446 "Othvs", 1476 "Othuss", 1478 "Otuschs", 1515 "Othvsch".
Wieś była początkowo własnością szlachecką należącą do lokalnej szlachty z rodu Otuskich herbu Samson, którzy od jej nazwy przyjęli odmiejscowe nazwisko, a później także do Zborowskich, Ciesielskich, Niegolewskich. W 1444 miejscowość leżała w powiecie poznańskim województwa poznańskiego w Koronie Królestwa Polskiego. W 1508 należała do parafii Niepruszewo.
Pierwszy historyczny zapis związany ze wsią pochodzi z kancelarii księcia wielkopolskiego oraz późniejszego króla Polski Przemysła II. W 1284 zatwierdził on dawne oraz nadał nowe zwolnienia immunitetowe dla dóbr kasztelana poznańskiego Tomisława z Szamotuł, a w tym m.in. dla wsi Otusz, zezwalając lokować te wsie na prawie niemieckim.
W 1387 wspomniano Jana Jadwiżyca z Otusza (oryginalny zapis "Jadviszicz"). W 1391 odnotowano Wincentego Więceńca Otuskiego, który pozwał do sądu Tomasza z Więckowic o rzekome okradzenie Łękomira z Niegolewa. W 1392 pozwany został przez Mścigniewa Brodziszewskiego z Brodziszewa i Grodziszczka o 5 grzywien. W 1393 jako świadek odnotowany został w dokumentach historycznych Mikołaj sołtys z Otusza. W 1400 sołtys otuski w imieniu swojego pana Mikołaja Kozielskiego był w sporze z łowczym poznańskim Andrzejem z Ptaszkowa i Zajączkowa.
W latach 1394-1406 w historycznych zapisach procesowych wspomniana została Dzierżka z Otusza herbu Nałęcz. W 1394 sąd ziemski uznał jej prawa oraz prawa Jarosławy z Tarnowa do połowy 1,5 łana (łac. "circa 1 1/2 dimidium mansum") w Uścięcicach wbrew roszczeniom Butki  Otuskiej żony Jana Otuskiego. W 1395 Dzierżka i jej syn Jan Szram winni byli mieszczaninowi poznańskiemu Maciejowi 1,5 grzywny. W 1406 toczyła spór z Katatzyną Rojewą Rojkową z Dupiewca o posag.
Na przełowmie XIV i XV wieku wspomniani zostali synowie Dzierżki: Mikołaj, Jan Szram i Tomasz z Otusza, Otuscy. W 1391 jako świadek odnotowany został Mikołaj, a w latach 1397-1405 Tomasz. W 1398 starosta generalny wielkopolski zawyrokował w sporze  Jana Szrama z Bieniaszkiem, że Bieniaszek ma spłacić Dzierżce i jej synowi Tomaszowi 150 grzywien, zaś Jan jest winien Bieniaszkowi 1,5 grzywny pod groźbą wwiązania w majętności Otusz. W 1407 Jan i Tomasz Otuscy uczestniczyli w procesie o naganę szlachectwa dla Dziersława Odoja z Więckowic, który wystąpił z rodu macierzystego naganionego o zawołaniu „Nałęcz jezioro”.
W XV wieku właścicielem we wsi był Jan z Otusza Otuski syn Świętosława, wicepodsędek w latach 1442-1448 w Poznaniu, a potem w 1445 i 1448 w Kościanie, wicechorąży w latach 1452-1462 oraz 1469-1471 w Poznaniu i 1469 w Kościanie oraz jego dwaj bracia Wojciech i Michał Otuscy. W 1448 tenże Jan Otuski dał Potencjanowi Słapowskiemu wwiązanie w majętności jednego łana w Otuszu, a Słapowski ma trzymać ten łan aż do odebrania 12 grzywien półgroszy długu jaki miał u niego Jan.
W połowie wieku XV właścicielem we wsi był także Mikołaj Zborowski z Otusza. W 1445 zapisał żonie Małgorzacie po 50 kóp groszy posagu oraz wiana na połowie Otusza oraz na Piotrkowicach w powiecie kościańskim. W 1448 poręczyli za niego Bernard z Wysoczki, Jan z Otusza oraz Melchior z Kozłowa. W 1449 Mikołaj został wspomniany jako zmarły, a wdowa po nim Małgorzata z Otusza toczyła spór z Mikołajem Rogaczewskim z Dzięczyny. W 1450 wobec roszczeń Małgorzaty Otuskiej sędziowie utrzymali Katarzynę z Rogaczewa Wielkiego w prawie do jej oprawy wdowiej opisanej na 1/4 Rogaczewa.
Miejscowość odnotowały również historyczne rejestry podatkowe. W 1478 wieś znalazła się w wykazie zaległości podatkowych. W 1508 miał miejsce pobór od 13 łanów, a w 1510 pobór od 11 łanów. W 1510 Otusz należał do dwóch panów Stanisława Otuskiego oraz Macieja Otuskiego alias Turkowskiego. We wsi było wówczas 24 łany wraz z łanami sołeckimi, w tym 13 łanów osiadłych. W 1563 miał miejsce pobór od 11 łanów oraz jednej karczmy dorocznej. W 1577 pobór zapłacił Maciej Nagórski. W 1580 pobór zapłacili Jakub Niegolewski oraz Łukasz Otuski od 12 łanów, 5 zagrodników, trzech łanów opuszczonych, od najemnego robotnika od pługa zwanego ratajem zapłacono od 0,5 pługa 13 groszy. W 1580, 1581, 1586 pobór zapłacił Jakub Niegolewski, a w 1580 i 1584 zapłacił go Łukasz Otuski.
Dokumenty historyczne odnotowały również zwykłych mieszkańców wsi. W 1389 kmiecie z Otusza pozwani zostali przez Tomasza z Więckowic o zniesławienie. W 1393 odnotowany został Michał kmieć z Otusza. W 1448 wspomniano pracownika Jana Cassyfilusa z Otusza, który był w sporze sądowym z Sędziwojem Grzebienickim. W imieniu kmiecia w sądzie wystąpił szlachcic Jan Otuski. W 1440 Magdalena kobieta z Otusza pozwała pracownika Michała Bogmistrzewica kmiecia otuskiego o to, że zawarł z nią słowne (łac. "per verba") małżeństwo, po czym współżył z nią, w wyniku czego Magdalena urodziła dziewczynkę, którą przedstawiła biskupowi poznańskiemu Andrzejowi Bnińskiemu. Pozwany Michał wypierał się wszystkiego, a biskup zawyrokował, że Michał ma zapłacić tejże Małgorzacie 2 grzywny i 4 ćwiertnie żyta po 2 latach natomiast Magdalena ma oddać dziecko wspomnianemu Michałowi.
W 1447 pracownik Wojciech z Otusza toczył spór sądowy ze szlachcicem Michałem z Sędzina. W 1450 wspomniano, że kmiecie z Otusza uprawiali role w Niepruszewie. W 1493 imiennie odnotowano zagrodników otuskich  Pędzirost (oryg "Pandzyrasth"), Lubowski i Piorowski, a na łanach osiadłych siedzieli kmiecie: Lisek, Gruby, Nowak, Staszek i Gronostaj. W 1510 odnotowano we wsi kmiecia Macieja Klecza, karczmarza Jakuba i zagrodnika Mikołaja Wzarela. W latach 1571-1584 notowany był pracownik Błażej Ryba, który miał w Otuszu jeden łan.
W końcu XV wieku odnotowano proces majątkowy kmieci otuskich. W 1499 Jan Burza z Otusza, pracownik Andrzej Burza z Otusza, a wówczas kmieć w Zegowie oraz Marcin z Buku toczyli proces z Kleofasem plebanem w Grodzisku (obecnie Grodzisk Wielkopolski) o dobra ruchome i nieruchome, złoto, srebro, pieniądze i klejnoty o wartości 3000 złotych, które około 6 lat temu po śmierci ich krewnego, kupca weneckiego (łac. "mercator de Veneciis") Andrzeja Bodara z Otusza. Kupiec ten był bratem rodzonym Jana Burzy ale majątek po nim otrzymał zmarły Piotr zwany Twardy Czołta (łac. "Czoltha") mieszczanin z Grodziska, ojciec wspomnianego Kleofasa. Krewni zmarłego Andrzeja powołali się w swoim pozwie na dokument kasztelana poznańskiego i starosty generalnego Wielkopolski Jana z Ostroroga, w którym nakazano Piotrowi Twardemu zapłatę tymże chłopom Janowi Burzy i Marcinowi 1000 złotych. Po śmierci Piotra zobowiązanie to przeszło z mocy prawa na jego syna Kleofasa, który twierdził, że nie posiada dóbr po ojcu, gdyż odziedziczyła je jego matka. W wyroku ostatecznym oficjał poznański oddalił pozew krewnych zmarłego Andrzeja, a ich prokurator zapowiedział apelację w Gnieźnie (łac. „tam ad Sedem Apostolicam, quam Gneznensem”).
Około 1793 właścicielem we wsi był Seweryna Krzycka. Wieś szlachecka Othusz położona była w 1580 w powiecie poznańskim województwa poznańskiego w Rzeczypospolitej Obojga Narodów. Wskutek II rozbioru Polski w 1793, miejscowość przeszła pod władanie Prus i jak cała Wielkopolska znalazła się w zaborze pruskim.
W okresie Wielkiego Księstwa Poznańskiego (1815-1848) Otusz należał do wsi większych w ówczesnym powiecie bukowskim, który dzielił się na cztery okręgi (bukowski, grodziski, lutomyślski oraz lwowkowski). Otusz należał do okręgu bukowskiego i był siedzibą majętności o tej samej nazwie, której właścicielem był Jan Sierakowski. W skład majątku Otusz wchodziły ponadto: Niepruszewo, folwark Józefowo, Kalwy oraz folwark Wygoda. Według spisu urzędowego z 1837 wieś liczyła 393 mieszkańców i 36 dymów (domostw).
Pod koniec XIX wieku wieś liczyła 11 domostw z 93 mieszkańcami. Majątek (dominium) o powierzchni 1014,40 ha liczył 23 domostwa i 357 mieszkańców i wchodził w skład dóbr niepruszewskich. Właścicielem był ks. Henryk XIV Reuss, a wcześniej ppłk Józef Sierakowski. Okręg dominialny obejmował także folwarki Józefowo i Wygoda.
W latach 1975–1998 miejscowość administracyjnie należała do województwa poznańskiego. Miejscowość dała nazwę przystankowi kolejowemu Otusz, znajdującemu się ok. 2 km na południowy wschód, na terenie wsi Skrzynki.
W miejscowości znajduje się katolicka kaplica filialna parafii św. Wawrzyńca w Niepruszewie.